# Ad van der Woude
Adrianus Maria "Ad" van der Woude (Utrecht, 11 juli 1932 - Ede, 14 juni 2008) was een Nederlands historicus en hoogleraar in de agrarische geschiedenis.
Van der Woude kwam na zijn studie aan de Universiteit Utrecht in 1960 terecht bij de afdeling (nu leerstoelgroep) Agrarische Geschiedenis aan de toenmalige Landbouwhogeschool Wageningen, waar hij onder Bernard Slicher van Bath werkzaam was. Hij specialiseerde zich in de historische demografie en promoveerde op de dissertatie Het Noorderkwartier. Na het vertrek van Slicher van Bath was Van der Woude tussen 1975 en 2000 hoogleraar.
Prof. dr. Ad van der Woudes belangrijkste bijdrage aan het vakgebied was The First Modern Economy: Success, Failure, and Perseverance of the Dutch Economy, 1500-1815, in het Nederlands in 1995 verschenen onder de titel Nederland 1500-1815: De Eerste Ronde van Moderne Economische Groei. Dit boek, dat hij samen met Jan de Vries schreef, demonstreert de richting die Van der Woude in de geschiedenis koos: die van de lange economisch-historische lijnen. Hij is hiermee, net als zijn voorganger Slicher van Bath, als een navolger van de school rondom het tijdschrift van de Annales te beschouwen.
Van der Woude was tevens medeoprichter van de opleiding voor promovendi in economische en sociale geschiedenis van het N.W. Posthumus Instituut en voorzitter van de examencommissie van deze opleiding. Hij was Ridder in de Orde van de Nederlandse Leeuw.
Van der Woude was gehuwd en had een dochter en een zoon.